# Црква Светог Луке у Гошићима
Црква Светог Луке у Гошићима је српски православни храм и припада парохији кртољској Митрополије црногорско-приморскe.
Ова стара црква у Кртолима потиче из седмог вијека. Налази се на врху бријега и једна је од најстаријих на овим просторима. Више пута је рушена и обнављана (проширена и обновљена 1777) али је увијек била посвећена истом светитељу. Сматра се да је једно вријеме била бенедиктански манастир. У Декрету дужда Фрање Фоскарија од 22. маја 1455. године, који је био упућен которском бискупу Бернарду, поред осталих, спомиње се и ова црква, која је отета православним Србима од стране млетачких власти и предана которском бискупу на управу. У ризници цркве чува се златоткани фелон који је Митрополит Петар I Петровић Његош поклонио тадашњем кртољском пароху. Чува се и Шестоднев штампан у Русији, а дар је царице Јелисавете Митрополиту Василију.
У великом земљотресу 1979. године претрпјела је велика оштећења. Након тога је обновљена и живописана. Јужни и сјеверни зид имају по два прозора, а полукружна олтарска апсида један. Црква је грађена од камена, а на западном дијелу је масивни звоник. Око цркве је гробље на којем је од 2011. године гроб Лазе М. Костића. Из порте се види дио Бококоторског залива.

## Галерија
- Врата цркве, 2013.
- Нова врата цркве, 2021.
- Један од старих гробова
- Гроб Лазе М. Костића
- Поглед на ову цркву, лијево - на бријегу, и у средини, црква Свете Госпође у Радовићима